# 趙綉娃
趙綉娃（1949—），前民主進步黨全國不分區立法委員，第5屆及第6屆無黨籍台灣省議員。

## 背景
趙綉娃於1949年8月12日生於高雄市鹽埕區。其父趙善標於1922年生於中國福州西門外，跟隨在台南的親戚於1933-34年間來台定居。趙善標無黨籍，曾當選第四屆、第七屆、以及第八屆省轄市高雄市議會議員。有一姐（1946--69）、一弟（1950-）。

## 政治生涯
趙綉娃於1972年以黨外身分於高雄市選區當選第5屆省議員；因服務績效頗獲好評，復連任第6屆省議員。當時立法委員尚未開放民選，仍屬萬年國會，台灣省議會為當時台灣民選最高民意機關。
趙綉娃儘管年紀尚輕，但對於政治發展頗有見地，係省府首長頗為重視之黨外人士之一。趙綉娃問政犀利，不畏強權，長期關注台灣民主人權保障與弱勢團體社會照護等議題，對於在戒嚴時期若干國會殿堂不輕易發言之內容，多能知無不言，言無不盡，可謂臺灣民主鬥士之重要成員。趙議員當選第五屆臺灣省議員之時，當年《學生英文雜誌》曾專題報導〈臺灣政壇新起的一代〉，文中特別指出：「在高雄，二十三歲的趙綉娃才剛剛有資格競選，她贏得了艱苦的一仗，成為省議會成立二十二年以來，最年輕的一位議員」。同時還報導：「趙議員特別關懷婦女問題，她在議會質詢時就提出了一個問題─為什麼省政府裏沒有女的高級主管，而婦女做公務員的確比比皆是？」依此衡諸趙綉娃往後數十年的從政生涯，其中攸關性別平等、男女平權等議題，則亦就成為其一生持續不懈所關切的核心價值之一。
趙綉娃於省議員任內尤其堅守民主監督的基本立場，問政犀利，批判執政當局、力爭地方建設、為女性及弱勢團體等發聲、爭取權益。概括趙議員問政重點及其反應的民疾民瘼，遍及當年省政的各個環結，諸如民政、財政、建設、教育、社會、交通、勞工及婦幼等等議題。
由於第六屆省議員任內，趙議員和其他來自全臺各地頗具代表性的反對派省議員結集成所謂「十三黨外省議員」的問政團體，這十三位黨外省議員是：邱連輝、黃玉嬌、何春木、余陳月瑛、蘇洪月嬌、陳金德、傅文政、林樂善、趙綉娃、周滄淵、林義雄、張俊宏、蔡介雄。
1979年11月中旬，十三位黨外省議員，曾兩度協商起草，分頭尋找議題與資料，擬出乙份全體黨外省議員共同認可的質詢主題與大綱。這不僅打破了長久以來省議會個人式的表現，十三位黨外議員捐棄成見，首度聯成一氣，於第六屆省議會第四次省政總質詢中作了一次黨外言論的總體呈現。1979年11月19日下午∼20日下午，省議會的總質詢揭幕，十三位黨外議員第一次結成總體陣線，展開其三百六十分鐘持續一天半聯合大質詢。這場聯合質詢正是以執政黨（國民黨）的政綱政領-三民主義為焦點，進行歷年來執政當局各項治臺政策及施政的總批判。
經過一天半的時間，十三位黨外議員不僅創下了省議會史上馬拉松式的聯合質詢紀錄，更具現實意義的，是其質詢內容幾乎涵蓋當年政局的各項切要且尖銳的議題，並高舉三民主義（民族、民權及民生）這三支獨立而又連環的手術刀，逐一予以嚴厲的批判與剖析。
嚴酷的剖析之後，十三位黨外議員推派他們陣容中最年輕的女性議員趙綉娃，提出這場臺灣議會史上劃階段之聯合質詢的總結論：「這兩天的總質詢，我們討論了處身國際社會應持的基本態度和方法，我們強調為了修明內政必先確立並尊重民主政治體制，也唯有在這種民主政治體制下才有可能實現均富的民生政策。這些主張，和國民黨所標舉的三民主義的理想，並無不同，也由於這理想的相同，所以我們願意以負責的在野者身分，代表選民提出嚴厲的批評，以盡我們的職責。今天不是理想和終極目標的差異，而是執行的偏差和進步的速度問題。由於執行的偏差和進步的緩慢，使人開始懷疑執政黨的誠意，也使人懷疑執政黨應付世局和阻擋中共的能力。在多數的臺灣省民缺乏信心之際，我們不得不運用這次質詢的機會和時間，代表他們表達心聲。我們知道社會不可能完美，理想也只能趨近而已，但是面對中共的威脅，我們不得不代表選民堅定而嚴厲的要求執政黨：真心、誠意地努力向你們標準的三民主義理想邁進。否則我們將成為歷史的罪人，一千七百萬居住在臺灣的人民也將成為陪葬品。我們實不願這種情景發生，所以要再度誠懇地要求執政黨、林主席以及各位首長真誠的運用你們的智慧和能力，挽救這個危機，建造臺灣成為樂土，並且要把這片樂土遺留給我們的子孫。」這場十三位黨外省議員首度總體聯合，以三民主義為題的大質詢，整整持續了一天半，當年論者以為：隱然已為臺灣三十年來的議會政治，築起了一道新的言論長城。這不僅代表當年黨外省議員的共同政見與主張，同時亦象徵著趙議員數十年以來信守不渝的從政理念。趙綉娃於省議員任內尤其堅守民主監督的基本立場，問政犀利，批判執政當局、力爭地方建設、為女性及弱勢團體等發聲、爭取權益。
爾後，趙綉娃並順利當選為民主進步黨籍之立法委員，其曾領銜提案並擬具「兩性工作平等法草案」（性別平等工作法前身），向院會正式提請立法，堪為臺灣早期倡導性別平等與男女平權立法之先進。
趙綉娃問政質詢重點，較偏重於政治、教育文化、環保、兩性平等、社會福利與勞工權益等相關議題。其於任內竭力推動兩性平權相關立法(如民法親屬編修正案與兩性工作平等法等)，對於中華民國婦女權益保護暨女性勞工職場地位之提昇，具有不可磨滅之貢獻。
趙綉娃生有三名兒女。長女黃文英生於趙宣誓就職省議員後13天的1973年2月13日。時任省主席謝東閔為其命名，畢業於台大法學院，並取得英國愛丁堡大學科技法學碩士及倫敦大學政經學院資訊管理優等碩士。次女黃瑋瑋。

## 知名事件
趙綉娃與其父趙善標，曾於省轄市時期第八屆高雄市市長選舉中，緊咬競選連任的王玉雲包庇其胞弟王慶禾炒地皮。趙、王雙方言詞交鋒激烈，以至於雙方公開「刣雞咒誓」（斬雞頭發誓）以及相互提告。